# 巴丹語群
巴丹語群（英語：Batanic languages）又稱巴士語群（Bashiic languages）、伊巴丹語群（Ivatanic languages）或巴塞語群（Vasayic languages），屬於南島語系分類中馬來-玻里尼西亞語族的次分類。此分類是將居住於呂宋海峽諸島群的南島語系族群所使用的4種相似語言組成一個語言次分類。

## 語言分類與地理分佈

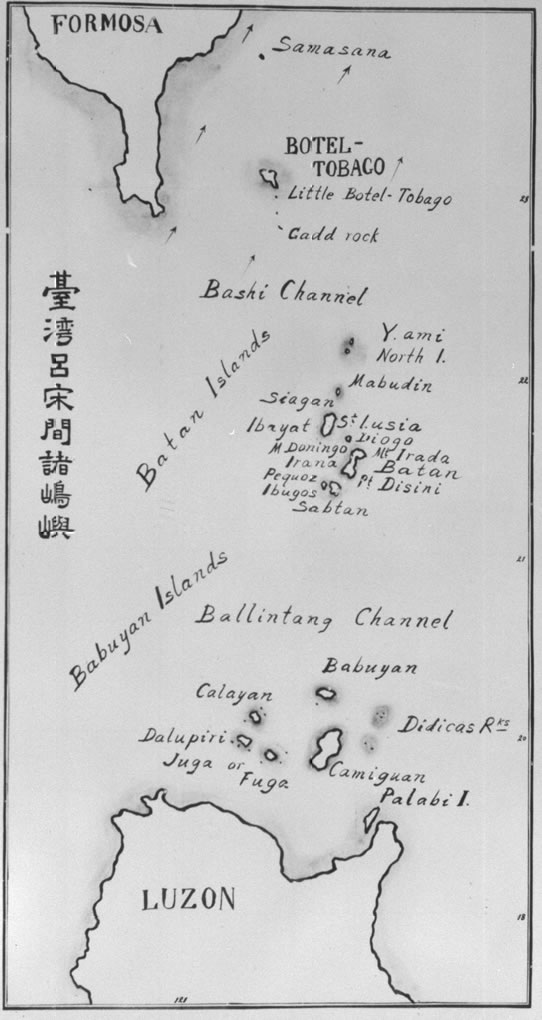
巴丹語群分佈地區

在臺灣和呂宋之間的呂宋海峽中屬於菲律賓的巴丹群島主要的語言是伊巴雅語（伊巴雅特）及伊万丹語等語言。
靠近臺灣的蘭嶼說的則是達悟語（雅美語）。
雖然巴丹語群屬於馬來-玻里尼西亞語族中的菲律賓語族，且分佈於菲律賓的北端諸小島，但其在語言學上與其他菲律賓語族相近，也比較接近於臺灣原住民語言。不過，此語言次分類包含達悟語並未列入臺灣南島語群分類範圍中。
巴丹群島住民從臺灣島東岸遷徙而來，其中一支北遷至蘭嶼，巴丹群島人稱之為雅美，位於蘭嶼的達悟族則自稱為「Tao」，即該語群「人」的意思，另一支南下至巴布延平群島及呂宋島。從語言學研究證實巴丹群島中靠近臺灣的伊巴雅特島所說的伊巴雅語最古老，達悟語為其後發展的一支，而伊万丹語與伊巴丹語(巴布延語)為另一支。
- 有關巴丹語群所屬語言資料列表如下（排列順序為自北向南）：

| 中文             | 英文       | 分布位置 | 使用族群           | 語言代碼 ISO639-3     |
| ---------------- | ---------- | -------- | ------------------ | --------------------- |
| 達悟語（雅美語） | Tao (Yami) | 蘭嶼     | 達悟族（雅美族）   | tao(達悟語)           |
| 伊巴雅語         | Itbayat    | 伊巴雅島 | 巴丹群島省         | tao(伊巴雅語)         |
| 伊巴丹語         | Ivatan     | 巴丹島   | 巴丹群島省         | ivv(伊万丹語)         |
| 巴布延語         | Babuyan    | 巴布延島 | 卡加延省巴布延群岛 | ivb伊巴丹語(巴布延語) |

## 語言比較
常用語彙對照如下：
| 漢語             | 一  | 二          | 三           | 四   | 人  | 屋    | 天   | 新    |
| ---------------- | --- | ----------- | ------------ | ---- | --- | ----- | ---- | ----- |
| 達悟語（雅美語） | ása | dóa (raroa) | tílo (tatlo) | ápat | tao | vahay | araw | vayo  |
| 伊万丹語         | asa | dadowa      | tatdo        | apat | tao | vahay | araw | va-yo |

## 外部連結
- Bashiic languages （页面存档备份，存于） at Ethnologue (23rd ed., 2020).
- 蘭嶼達悟語線上學習網 （页面存档备份，存于）
- 中央研究院文化資訊站：蘭嶼專題 （页面存档备份，存于）
- 中央研究院南島語數位典藏
- 中央研究院語言學研究所